# Disa sanguinea
Disa sanguinea är en orkidéart som beskrevs av Otto Wilhelm Sonder. Disa sanguinea ingår i släktet Disa och familjen orkidéer. Inga underarter finns listade i Catalogue of Life.